# Roxforti tanárok
Az alábbiak a Roxfort Boszorkány- és Varázslóképző Szakiskola tanárai J. K. Rowling Harry Potter sorozatában. Albus Dumbledore, Remus Lupin, és Dolores Umbridge önálló cikkben szerepelnek.

## Armando Dippet
A Roxfort Boszorkány- és Varázslóképző Szakiskola igazgatója volt azokban az időkben, mikor Tom Denem, a későbbi Voldemort kinyitotta a Titkok Kamráját, egy diáktársa, Hisztis Myrtle halálát okozva ezzel.
Dippet professzorról nem sokat tudunk. A könyvekben ősöreg, gyenge akaratú, könnyen manipulálható emberként jelenik meg. Támogatta Tom Denemet, aki az agg mágus bizalmába férkőzve és annak védelmét élvezve sokszor megmenekült a felelősségrevonás alól, bár nem engedte meg neki, hogy a nyári szünidő alatt is a Roxfortban maradhasson (ezt Harry látta, Tom naplóján keresztül). Dippet 1956 decemberéig volt a Roxfort igazgatója, de nincs arra vonatkozó információ, hogy visszavonult-e, vagy esetleg meghalt. A portréja ott lóg az igazgatói irodában, a Roxfort korábbi igazgatóinak portréi között, így tud a korábbi portrékkal és a jelenlegi igazgatókkal eszmét cserélni. Utódja az addigi átváltoztatástan tanár, Albus Dumbledore lett.
A Félvér Hercegben Dippet professzor visszautasítja Tom Denem kérését, hogy hadd lehessen ő a sötét varázslatok kivédése tanár, azzal az indokkal, hogy Tom még túl fiatal, és hogy majd pár év múlva újra tegyen próbát. Úgy tűnik, Dumbledore némileg befolyásolta Dippet igazgatót ebben a döntésben.
A Harry Potter és a Titkok Kamrája c. filmben az angol Alfred Burke formálja meg.

## Pomona Bimba
Pomona Bimba professzor a Roxfort gyom- és gyógynövénytan tanára és a Hugrabug-ház feje. Kedves, mosolygós, gömbölyded, borzas hajú nő, akinek a ruhája és süvege mindig koszos. Kedvenc trágyája a sárkánykomposzt.
Gyógynövénytanórák előtt a tanulók az egyik kültéri üvegháznál várják Bimba professzort, hogy belemerülhessenek a különböző mágikus növények, azok felhasználásának, illetve gondozásának tudományába.
A Bölcsek Kövében Harry Potternek és osztálytársainak hetente háromszor volt gyom- és gyógynövénytanórájuk a kastély mögötti növényházban Bimba tanárnővel. Tőle tanulták meg, hogyan kell gondozni a sok különös virágot és gombát, s hogy melyik mire való. Az ördöghurokkal védővarázslatot csinált a bölcsek kövének megvédésére. A Titkok Kamrájában ő gyógyítja meg a fúriafüzet. Megtanította a tanulókat a mandragóra átültetésére. A mandragórát használja fel arra, hogy a baziliszkusz áldozatait felélessze. Emlékeztette Gilderoy Lockhartot arra, hogy azzal dicsekedett, hogy a kezdettől fogva tudta, hol a Kamra bejárata. A Tűz Serlegében ő fogadta Cedric Diggory szüleit a fiuk halála után. A Főnix Rendjében a többi tanárhoz hasonlóan utálja Dolores Umbridge-t, és lehetőségeihez mérten próbál nem engedelmeskedni neki. Amikor Trelawneyt elbocsátották a Roxfortból, McGalagonnyal együtt támogatták a márványlépcsőn vissza a szállására. A Félvér Hercegben Dumbledore halála után is kiállt az iskola további nyitvatartása mellett. Támogatta, hogy Roxfort legyen Dumbledore végső nyughelye, és a diákok is részt vehessenek a temetésen. A temetésen olyan tiszta volt, mint még soha. A Halál Ereklyéiben McGalagonnyal és Flitwickkel együtt elüldözték Pitont a Roxfortból, amikor az megtámadta Harryt és Lunát. Kész feltartóztatni Voldemortot. Mandragórákkal és más veszélyes növényekkel fegyverzi fel a diákokat.
A mű epilógusában megtudjuk, hogy Neville Longbottom lett az új gyógynövénytan tanár. Bimba professzor távozásának részletei nem ismertek.
Bimba professzor idáig jelentősen csak egyetlen filmben, a Harry Potter és a Titkok Kamrája címűben jelent meg. Néhány másodpercre látható a Harry Potter és a Halál ereklyéi című részben, de szöveges szereppel nem rendelkezik.  Karakterét Miriam Margolyes angol színésznő alakította.

## Cuthbert Binns
Cuthbert Binns  a Roxfort Boszorkány- és Varázslóképző Szakiskola egyetlen kísértet tanára. Binns a mágiatörténetet tanítja, de hangja álmosító hatással van minden diákra, akik egyöntetűen a legunalmasabb tantárgynak tartják azt.
Binns professzor életében is a Roxfortban tanított, majd egyik este elszunyókált karosszékében a kandalló előtt és meghalt. Ez azonban nem szegte tanítási kedvét, másnap ugyanúgy folytatta a tanítást, mintha mi sem történt volna.
Egyetlen jelentősebb szerepe a 2. könyvben volt, amikor a diákok kérdésére elmesélte a Roxfort alapításának történetét és beszámolt a Titkok Kamrájának történetéről. (A filmváltozatban nem szerepel, a történeteket ott McGalagony professzor mondja el.)

## Charity Burbage
Charity Burbage hét évig tanította a mugliismeret tárgyat a Roxfort Boszorkány- és Varázslóképző Szakiskolában, amelynek során az Angliában élő muglik (varázserőt nélkülöző emberek) életmódját és társadalmát mutatta be a varázslótanoncoknak. Charity a hetedik rész első fejezetében szerepel. A tanárnőt elfogták a halálfalók, mert túl sok jót tanított a muglikról, és a Reggeli Prófétában cikket jelentetett meg a „sárvérűek” védelmében. Voldemort nagyúr szemében ez megbocsáthatatlan bűn, ezért megölte a nőt, majd megetette kígyójával, Naginivel. Burbage halála nem került nyilvánosságra, a hivatalos nyilatkozat szerint visszavonult a tanítástól.
A filmváltozatban Carolyn Pickles alakította.

## Filius Flitwick
Filius Flitwick a Roxfort Boszorkány- és Varázslóképző Szakiskola bűbájtan, valamint a Hollóhát-ház vezető tanára. Flitwick professzor a bűbájtant oktatja. Az órákon a diákok olyan bűbájok sokaságát sajátítják el, mint például tárgyak lebegtetésére szolgáló levitációs bűbáj. A filmekben szinte manószerűen ábrázolják, de Rowling nyilatkozata alapján ez őt is meglepte; ő Flitwicket csak mint egy elképesztően alacsony embert képzelte el. Flitwick professzor a legalapvetőbb mágiaágat tanítja, melyet tanítványai később, felnőttkorukban legfőképpen használnak. Flitwick szokta a 12 karácsonyi fenyőfát feldíszíteni Minerva McGalagony igazgató-helyettes segítségével. Mivel a bűbájtan főleg gyakorlati tantárgy, a kicsi professzort gyakran találják el a félresikerült bűbájok. Flitwick egy könyvtornyon állva szokott órát tartani, hogy tanítványai láthassák őt.
A Titkok Kamrájában a párbajszakkör kapcsán említést tesz egy diák, miszerint Flitwick fiatal korában párbajbajnok volt. A 7. részben kiderül, hogy Flitwick professzornak sokkal nagyobb mágikus hatalma van, mint az kívülről látszik, amikor a Roxfort csatája előtt hatalmas erejű védőbűbájokat szór az iskolára.
A könyvek filmváltozataiban Filius Flitwick karakterét Warwick Davis, apró termetű brit színész alakítja. A karakter külseje érdekes változáson megy keresztül a filmek során. Az első két filmben öreg, ősz szakállú manónak ábrázolták. A harmadik filmben az eredeti koncepció szerint nem szerepel, viszont Warwick Davis felbukkan egy apró termetű, fekete hajú, bajuszos karmester szerepében. A negyedik és az ötödik filmben szintén a karmester jelenik meg, azonban őt hívják Flitwicknek.

## Madam Hooch
Madam Rolanda Hooch a Roxfort Boszorkány- és Varázslóképző Szakiskola repüléstan-tanára és kviddics-bírója. Madam Hooch az elsőéveseknek tanítja a helyes repülés módjait. Madam Hooch rendkívül szigorú, ami elengedhetetlen, hiszen komoly balesetek is előfordulhatnak. Nem tudni, hogy az elsőéveseknek hány repülésórájuk van, mivel McGalagony professzor Harryt már az elsőn kiválasztotta a Griffendél fogójának, bár az elsőéveseknek tilos a kviddicsezés. Madam Hooch bíróként még többször visszatér a könyvbe, de más vonatkoztatásban nem találjuk meg.
A könyvekből készült filmek közül az elsőben, a Harry Potter és a bölcsek kövében szerepelt, ott Zoë Wanamaker angol színésznő alakította Madam Hooch karakterét.

## Gilderoy Lockhart
Gilderoy Lockhart bronz fokozatú Merlin-díjas, a Feketemágia-ellenes Liga tiszteletbeli tagja, a Szombati Boszorkány magazin Legbűbájosabb Mosoly Díjának ötszörös birtokosa. Lockhart egy világhírű varázsló, aki számos könyvet írt legendás kalandjairól gonosz és sötét lényekkel. Ő írta az Egy elbűvölő ember, a Jószomszédom, a jeti, a Kirándulások a kísértetekkel, a Szakvéleményem szellemügyben, a Túrák a trollokkal, a Vándorlások egy vérfarkassal, a Véres napok Vámpírföldön és a Viszonyom a Vasorrúval című műveket, ezenkívül megjelentetett egy Kártevőkalauzt is.  Aranyszínű, göndör haja van és csillogó fogai. Gilderoy egoista, önimádó, önző.
Első feltűnése a Titkok Kamrájában van, ekkor a Roxfortban tanít sötét varázslatok kivédését, a könyv végén pedig egy visszafelé elsülő emléktörlő bűbáj áldozata lesz. Az ötödik könyvben Harry és társai a Szent Mungóban találkoznak Lockharttal, aki lassan visszanyeri emlékezetét. Soha nem épült fel teljesen így még a Szent Mungóban ápolják.
J. K. Rowling elmondta, hogy Lockhart az egyetlen szereplő a könyvekben, akit egy valós személyről mintázott, bár állítása szerint a valódi személy a kitaláltnál is szörnyűbb és valószínűleg mindenkinek azt meséli, hogy ő ihlette Albus Dumbledore-t.
A filmes verzióban, a Harry Potter és a Titkok Kamrája epizódban Lockhartot Kenneth Branagh játszotta el.

## Horatius Lumpsluck
Horatius Lumpsluck, eredeti angol nevén Horace E. F. Slughorn (született 1898 és 1902 között) a Roxfort Boszorkány- és Varázslóképző Szakiskola tanára. A Harry Potter és a Félvér Herceg című kötetben szerepel először.
Lumpsluck egykor a Mardekár vezető tanára volt a Roxfortban, és bájitaltant tanított évtizedeken keresztül. A háttérből szeretett irányítani és magának előnyöket szerezni, ennek érdekében létrehozta a Lump Klub-ot, amelybe a legígéretesebb fiatal varázslókat és boszorkányokat hívta meg, akik később, felnőttként mindig megemlékeztek arról a tanárról, aki elindította őket pályájukon. Közéjük tartozott Tom Rowle Denem és Harry anyja, Lily Evans is. Mikor 1981-ben nyugdíjba vonult, Perselus Piton vette át a helyét.
A 6. kötetben Dumbledore újból felkéri bájitaltan-tanárnak. Lumpsluck hosszú ideje bujkál, házról házra költözik, mivel nem akar egyik oldalhoz sem csatlakozni az egyre komolyabb konfliktusban. Mikor megtudja, hogy valaki közeledik, hatalmas felfordulást csinál, hogy azt higgyék, megölték őt, ő maga pedig fotellá változik. Dumbledore azonban rájön Lumpsluck trükkjére, és Harry segítségével meggyőzi az idős tanárt, hogy térjen vissza az iskolába.
Lumpsluck az iskolában újraszervezi a Lump Klubot, aminek Harry is a tagja lesz. A professzor elámul az ifjú varázsló bájitalfőzési tehetségén, azt hiszi, anyja tehetségét örökölte, mert nem tudja, hogy Harry képessége tankönyve előző tulajdonosának jegyzeteiből ered, aki a "Félvér Herceg"-nek nevezi magát.
Dumbledore megbízza Harryt, hogy szerezzen meg egy emléket Lumpslucktól, amely talán segíthet legyőzni a Sötét Nagyurat. Nagyban nehezíti a dolgát, hogy az öreg tanár szégyelli ezt az emlékét, mert ezzel a tettével hozzájárult Voldemort hatalomra jutásához: azt hiszi, ő árulta el a horcruxok titkát az ifjú Tom Denemnek. Harrynak végül sikerül megszereznie az emléket.
Mikor Piton meggyilkolja Dumbledore-t, és emiatt elhagyni kényszerül az iskolát, Lumpsluck újból a Mardekár élére áll.

## Minerva McGalagony
Minerva McGalagony (angolul: Minerva McGonagall) a Roxfort Boszorkány- és Varázslóképző Szakiskola átváltoztatástan tanára, a Griffendél ház feje és az iskola igazgatóhelyettese és több alkalommal rövid ideig, majd véglegesen is igazgatója. McGalagony kortársai közül egyike a kevés bejegyzett animágusnak, mivel képes macskává alakulni.
Az idős tanárnő 1957 óta tanít Roxfortban. Ő a Griffendél házvezetője. Az ő dolga az újdonsült roxfortos diákokat levélben értesíteni. Állandó tagja a Főnix Rendjének. Mikor Harry Potter szüleit Voldemort megölte, McGalagony segített Albus Dumbledore-nak eljuttatni a csecsemő Harryt a rokonaihoz. Animágus, egy  szürke csíkos macska alakját képes magára ölteni.
Családja: apja: Robert McGalagony, mugli anglikán lelkész, anyja: Isobel Ross boszorkány
Testvérei: Malcolm és Robert jr.
Minerva McGalagony háromszor is a Roxfort igazgatója lett: először, amikor a Titkok Kamrája feltárult, és Dumbledore-t elbocsátották igazgatói posztjáról, másodszor Dumbledore halála után, amikor a tanév hátralevő részében ideiglenesen; s Perselus Piton halála után végleg ő lett az igazgató. McGalagony professzor, miután látja, hogy Harry kiváló fogó lenne (elkapja Neville nefeleddgömbjét) első éves létére beveszi a Griffendél kviddics-csapatába. Elintézi, hogy Harry kapjon egy Nimbusz 2000-t. Patrónusa – csakúgy, mint ő maga animágusként – egy macska. Ezzel értesíti Lumpsluck, Flitwick és Bimba professzort, hogy Harry visszatért az iskolába. Harry és Ron meglepetésére Minerva McGalagony nem csapja ki őket a Roxfortból, amikor Arthur Weasley repülő Fordjával érkezik az iskolába. Ő vezeti a beosztási ceremóniákat. A Pályaválasztási tanácsadáson megfogadja, hogy aurort csinál Harry-ből, még ha mindennap gyakorolniuk is kell. Dumbledore elüldözése után többször szembeszáll Dolores Umbridge-dzsel. Harryék asztronómia RBF vizsgáján, mikor a minisztérium emberei Umbridge utasítására elfogják Hagridot (amit ő természetesen nem hagy szó nélkül), több kábító-bűbáj éri. Először a gyengélkedőre viszik, majd a Szent Mungo Varázsnyavalya- és Ragálykúráló Ispotályba szállítják át, ugyanis majdnem belehal sérüléseibe. Miután visszatér a Roxfortba a Szent Mungoból, meghallja, hogy Piton pontot akar levonni a Griffendéltől, megjutalmazza plusz ponttal Harryt, Hermionét, Ront, Ginny-t, Lunát és Neville-t. Dumbledore halála után Filius Flitwick álláspontját támogatja, hogy az Iskola Felügyelő-Bizottságával egyeztetni kell, hogy kinyisson-e a következő tanévben az iskola. Harcol a halálfalókkal Dumbledore halálakor és a roxforti csata idején. A csata végén Kingsleyvel és Lumpsluckkal Voldemort ellen harcol.

## Alastor Mordon
Alastor „Rémszem” Mordon Eredeti nevén: Alastor "Mad-Eye" Moody. Egy exauror vagy sötétvarázsló-vadász. A rabok jelentős részét ő küldte az Azkabanba.
Hosszú sötétvarázsló-vadász évei során számos sérülést szerzett, elveszítette többek között a jobb lábát és bal szemét, valamint egy darabot az orrából. Utóbbit egy igen éles látású varázsszemmel pótolta, innen a beceneve, a „Rémszem Mordon”. Muglik között kalapot visel, amivel takarja ezt a szemet. A varázsszemével átlát a falakon, Harry láthatatlanná tévő köpenyén sőt, a saját koponyáján is. Tagja a Főnix Rendjének.
A negyedik részben elvállalja a Sötét Varázslatok Kivédése tantárgy oktatását, egy évre. Azonban egy halálfaló, Ifjabb Barty Kupor be akar jutni a Roxfortba, ezért elrabolja Mordont, és bezárja egy ládába, ő maga pedig Százfűlé-főzet segítségével felölti az alakját. Mordon kilenc hónapon át raboskodik a ládában, míg végül Albus Dumbledore, Minerva McGalagony és Perselus Piton leleplezi a szélhámost, és kiszabadítja az idős aurort.
Az ötödik részben Mordon segít eljutni Harrynek a Főnix Rendje főhadiszállására, majd részt vesz a Misztériumügyi Főosztályon esett párbajban, ahol megsebesül.
A hetedik részben Mordon védelmezi az egyik Harry-másolatot (Mundungus Fletchert), de útközben Voldemort megöli a gyilkos átokkal. Holttestét nem találják meg, varázsszeme viszont Dolores Umbridge-hoz kerül, aki a Mágiaügyi Minisztérium alkalmazottait kémleli vele. Harry ellopja a szemet, mikor behatol a Minisztériumba, habár emiatt lelepleződik. Később Harry egy fa tövében temeti el a szemet, és a fára egy keresztet vés.

## Mógus professzor
Eredeti nevén Quirinus Professor Quirrell, sötét varázslatok kivédésének tanára Roxfortban, a Harry Potter és a bölcsek köve c. regényben, a sorozat első kötetében. Állítása szerint egy afrikai hercegtől kapta a turbánját. Félénk, hebegős, a légynek ártani sem képes személyiségnek látszik.
Korábban mugliismeretet tanított.
Ahogy a regény végén kiderül, valójában ő Voldemort legfőbb támasza, aki megosztja testét a Sötét Nagyúrral. Hogy ebben a természetellenes állapotban életben maradhasson, éjszakánként kijár az erdőbe, és unikornisokat gyilkol, hogy vérükből igyon.
Megpróbálja megszerezni a Bölcsek kövét, hogy annak segítségével Voldemort újra testet ölthessen, de Harry Potter megakadályozza ebben; a küzdelem során  Voldemort magára hagyja a haldokló Mógust, és testetlen szelleme visszamenekül Albániába.

## Aurora Sinistra
Aurora Sinistra professzor az asztronómia tárgyat oktatja a Roxfort Boszorkány- és Varázslóképző Szakiskolában. Sinistra professzor az órákat a legmagasabb torony tetején tartja éjfélkor, de a könyvekben egy ilyen óra sincs leírva. Megjelenik a 4. könyvben a karácsonyi bálon. Az 5. kötetben sokszor merül fel a neve házi dolgozatok írásakor, melyekkel Harry és Ron sokat vesződnek.

## Wilhelmina Suette-Pollts
Hagridot helyettesíti a Legendás lények gondozása tanításában. Először a 4. kötetben jelenik meg, miután Hagrid nem mer kimenni a kunyhójából, mivel kiderült, hogy óriás az anyja. Az 5. kötetben is ő helyettesít, amíg Hagrid az óriásoknál van. Az angol eredetiben a neve Wilhelmina Grubbly-Plank. Sokan jobb tanárnak tartják Hagridnál (köztük Luna Lovegood, Lavender Brown, Parvati Patil...). Ez ellen a három jó barát hevesen tiltakozik Hagrid iránti szeretetükből.

## Septima Vector
Septima Vector professzor a számmisztika tárgyat oktatja a Roxfort Boszorkány- és Varázslóképző Szakiskolában.
Vector professzor csak egyszer jelent meg a könyvekben, amikor Hagrid egy nagy kézmozdulattal kiverte a kezéből a tanár könyveit, egyébként csak annyit tudunk róla, hogy előszeretettel ad rengeteg házi feladatot diákjainak. Egyszer Hermione is szóba hozta hogy nem adott házi feladatot.

## Perselus Piton
Perselus Piton professzor (az eredetiben Severus Snape) a Roxfort Boszorkány- és Varázslóképző Szakiskola bájitaltan, később sötét varázslatok kivédése tanára és a Mardekár házvezetője, majd a Roxfort igazgatója. Egyik legfőbb vágya, hogy ő taníthassa a sötét varázslatok kivédése tantárgyat. Számos alkalommal igazságtalanul bánik Harry Potterrel és minden olyan tanulóval, aki nem az ő házába tartozik. Egykori halálfaló. Harry szüleivel járt a Roxfortba. Szerelmes volt Harry anyjába, Lily Evans-be. Mikor Lily meghalt átállt a jó oldalra, megígérte Dumbledore-nak, hogy kémkedni fog neki Voldemortról. (Bővebben: itt)

## Sybill Trelawney
Sybill Trelawney a jóslástan tantárgyat tanítja a  Roxfort Boszorkány- és Varázslóképző Szakiskolában. Harryt mindig a halállal hozza össze. A három jó barát szélhámos nőnek tartja. Egyedül Lavender Brown és Parvati Patil szerint igaz a jóslástan tudománya, a többiek szerint csak kitaláció.Amikor Harry a 3. évben egy kristálygömböt visz vissza a terembe, akkor a jóslata beigazolódott, ugyanis a Sötét Nagyúr visszatért. Dumbledorenak is megjósolta, hogy Harry Potter, vagy Neville Longbottom lesz a kiválasztott, ezt Piton kihallgatta és elmondta a Sötét Nagyúrnak.

## Rubeus Hagrid
Rubeus Hagrid a Roxfort Boszorkány- és Varázslóképző Szakiskola kulcs- és háztájőrzője, később a Legendás lények gondozása tantárgy Professzora. Nagyon szereti a munkáját.

## Bathsheda Babbling
Bathsheda Babbling a Roxfort Boszorkány- és Varázslóképző Szakiskola Rúnaismeret tantárgyat tanítja.Annyit tudunk, hogy idős (kinézetéből ítélve) és az első filmben jelenik meg egy pillanatban a tanári asztalnál.

## Galatea Merrythought
Galatea Merrythought  – Sötét varázslatok kivédése (Voldemort tanulóévei alatt, az ő helyét szerette volna betölteni)

## Herbert Shomjam
Herbert Shomjam  – Gyom- és gyógynövénytan tanár, azokban az időkben, amikor Dumbledore tanítani kezd a Roxfortban, később a Színművészeti Varázslóakadémia tanára lett

## Silvanus Ebshont
Silvanus Ebshont – Legendás lények gondozása tanár Hagrid előtt, még Dumbledore előtt is tanított az iskolában